# Pietro Balestra (Bildhauer)
Pietro Balestra (* vor 1672 in Siena; † nach 1729 ebenda; auch Pietruccio und Pietro Balestri) war ein italienischer Bildhauer des späten Barocks und wirkte vor allem in Rom und Siena. Er wurde im deutschsprachigen Raum durch seine Marmorskulpturen bekannt, die er im Auftrag des sächsischen Hofes für Dresden schuf und deren wichtigste erhalten gebliebene im Dresdner Großen Garten zu finden sind.

## Leben

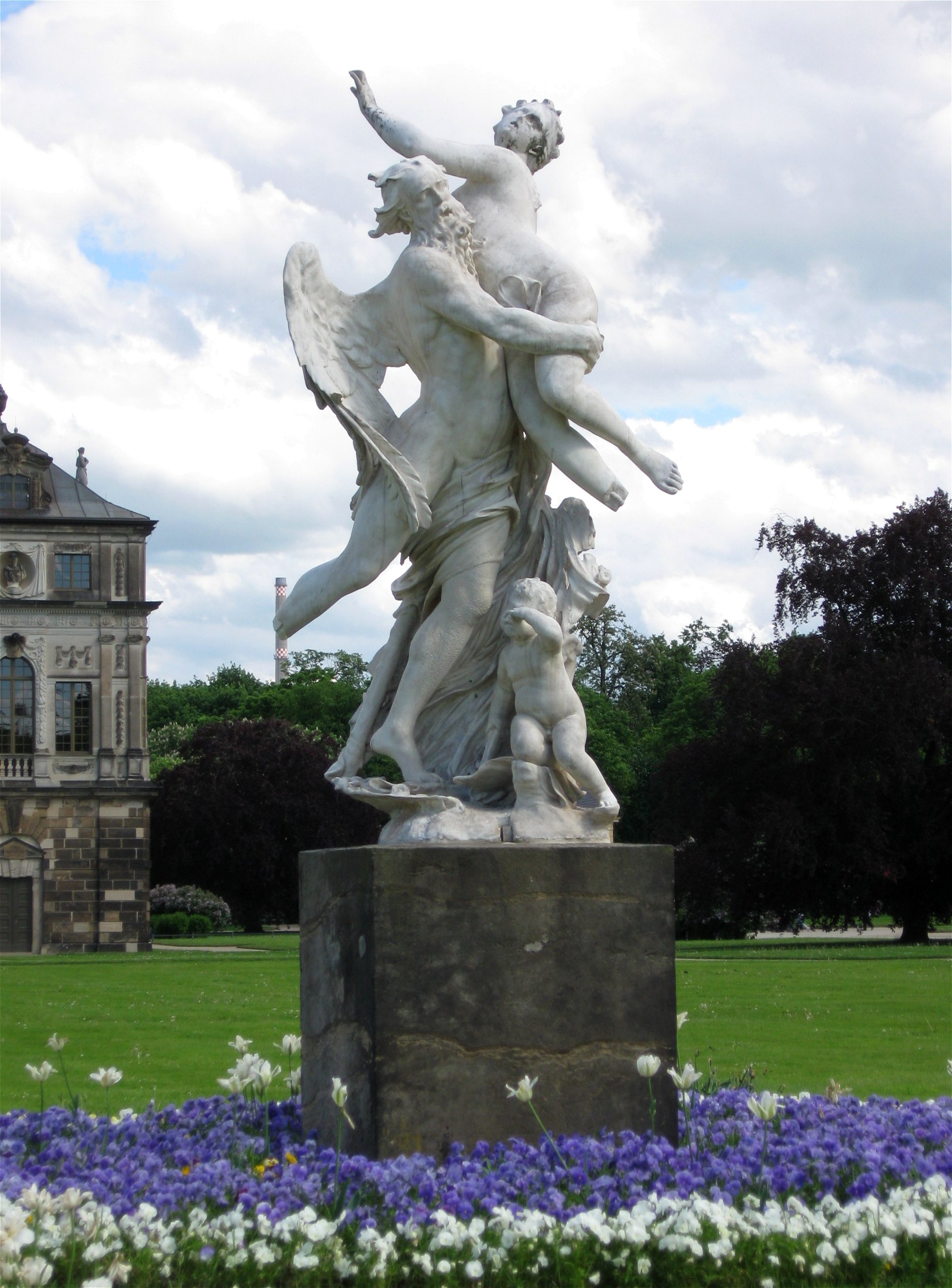
„Die Zeit entführt die Schönheit“ (1722) am Palais im Großen Garten Dresden

Über das Leben von Pietro Balestra ist nur sehr wenig bekannt. Seine bildhauerische Ausbildung erhielt er von Gian Lorenzo Bernini, mit dem er – zusammen mit Mazzuoli, Cartari und Manelli – das Grabmal für Papst Alexander VII. im Petersdom in Rom (1672–1678) schuf. Er stand in Rom lange Zeit im Dienst der Königin Christina von Schweden.

## Werk

### Die Zeit entführt die Schönheit
Nach 1715 kam der italienische Bildhauer in Kontakt mit den Kunstkäufern von August dem Starken und wurde von dort mit Aufträgen zu Marmorskulpturen nach antiken Vorbildern betraut, die zunächst den Garten des Japanischen Palais schmückten. Mit der planmäßigen Anlage des Großen Gartens als barocke Parkanlage wurden diese ab 1728 dorthin umgesetzt.
Der größte Teil seines für Dresden geschaffenen Werkes ging zwischen 1756 und 1763 im Siebenjährigen Krieg verloren. Seine künstlerisch herausragende und „barock-expressive“ Skulptur Die Zeit entführt die Schönheit (Ende der 1680er Jahre) blieb jedoch erhalten. Die Statue ist auch bekannt als Boreas entführt Oreithyia bzw. (umgangssprachlich) Das Alter raubt die Schönheit. Sie wurde erst 1831 aus dem Garten des Japanischen Palais umgesetzt, 1995 restauriert und ist eines der bekanntesten Einzelkunstwerke im Dresdner Großen Garten.
2013 musste die Skulptur wegen Rissen und eines abgebrochenen Flügels des griechischen Zeitgottes Chronos vor Ort mit einem temporären Schutzhaus umgeben werden. Ab 2018 fertigte der Potsdamer Bildhauer Andreas Klein eine Kopie der Statue aus einem 21 Tonnen schweren Block aus weißem Carrara-Marmor nach einem Gipsmodell des Bildhauers Stefan Dürre an. Die Kopie steht seit Ende Mai 2025 auf dem Sockel vor dem Palais im Großen Garten, zum Schutz des Marmors vor Umwelteinflüssen überzieht eine Wachsschicht die Skulptur.

### Weitere Werke
- Büste von Kardinal Decio Azzolini dem Jüngeren, Datierung uneinheitlich (vor 1690)
- Statue von Papst Pius III. (1703–1706) an der Kathedrale von Siena (um 1705)
- Venus und Amor, für den sächsischen Hof, Bruchstück in der Dresdner Skulpturensammlung
- Meleager, für den sächsischen Hof, Verbleib unbekannt
- Herkules mit Silen und Bacchuskind, für den sächsischen Hof, Verbleib unbekannt